# 2018-as Formula–1 spanyol nagydíj
A spanyol nagydíj volt a 2018-as Formula–1 világbajnokság ötödik futama, amelyet 2018. május 11. és május 13. között rendeztek meg a spanyolországi Circuit de Catalunya versenypályán, Barcelonában.

## Választható keverékek
| Abroncs            | Friss | Használt |
| ------------------ | ----- | -------- |
| Közepes keverék    |       |          |
| Lágy keverék       |       |          |
| Szuperlágy keverék |       |          |
| Átmeneti esőgumi   |       |          |
| Teljes esőgumi     |       |          |

## Szabadedzések

### Első szabadedzés
A spanyol nagydíj első szabadedzését május 11-én, pénteken délelőtt tartották. Közel nyolc év után először ült Formula–1-es autóba hivatalos versenyhétvégén a lengyel Robert Kubica.
| helyezés | versenyző         | csapat/motor         | elért idő | különbség | futott kör |
| -------- | ----------------- | -------------------- | --------- | --------- | ---------- |
| 1        | Valtteri Bottas   | Mercedes             | 1:18,148  | −         | 32         |
| 2        | Lewis Hamilton    | Mercedes             | 1:18,997  | +0,849    | 22         |
| 3        | Sebastian Vettel  | Ferrari              | 1:19,098  | +0,950    | 24         |
| 4        | Max Verstappen    | Red Bull-TAG Heuer   | 1:19,187  | +1,039    | 26         |
| 5        | Kimi Räikkönen    | Ferrari              | 1:19,499  | +1,351    | 19         |
| 6        | Fernando Alonso   | McLaren-Renault      | 1:19,858  | +1,710    | 26         |
| 7        | Daniel Ricciardo  | Red Bull-TAG Heuer   | 1:19,871  | +1,723    | 11         |
| 8        | Romain Grosjean   | Haas-Ferrari         | 1:19,906  | +1,758    | 24         |
| 9        | Stoffel Vandoorne | McLaren-Renault      | 1:20,083  | +1,935    | 28         |
| 10       | Pierre Gasly      | Toro Rosso-Honda     | 1:20,508  | +2,360    | 29         |
| 11       | Kevin Magnussen   | Haas-Ferrari         | 1:20,637  | +2,489    | 28         |
| 12       | Charles Leclerc   | Sauber-Ferrari       | 1:20,665  | +2,517    | 23         |
| 13       | Sergio Pérez      | Force India-Mercedes | 1:20,924  | +2,776    | 36         |
| 14       | Marcus Ericsson   | Sauber-Ferrari       | 1:20,984  | +2,836    | 18         |
| 15       | Carlos Sainz Jr.  | Renault              | 1:21,053  | +2,905    | 28         |
| 16       | Esteban Ocon      | Force India-Mercedes | 1:21,144  | +2,996    | 27         |
| 17       | Nico Hülkenberg   | Renault              | 1:21,159  | +3,011    | 26         |
| 18       | Brendon Hartley   | Toro Rosso-Honda     | 1:21,373  | +3,225    | 28         |
| 19       | Robert Kubica     | Williams-Mercedes    | 1:21,510  | +3,362    | 24         |
| 20       | Lance Stroll      | Williams-Mercedes    | 1:22,756  | +4,608    | 15         |

### Második szabadedzés
A spanyol nagydíj második szabadedzését május 11-én, pénteken délután tartották.
| helyezés | versenyző         | csapat/motor         | elért idő | különbség | futott kör |
| -------- | ----------------- | -------------------- | --------- | --------- | ---------- |
| 1        | Lewis Hamilton    | Mercedes             | 1:18,259  | −         | 39         |
| 2        | Daniel Ricciardo  | Red Bull-TAG Heuer   | 1:18,392  | +0,133    | 41         |
| 3        | Max Verstappen    | Red Bull-TAG Heuer   | 1:18,533  | +0,274    | 39         |
| 4        | Sebastian Vettel  | Ferrari              | 1:18,585  | +0,326    | 34         |
| 5        | Valtteri Bottas   | Mercedes             | 1:18,611  | +0,352    | 39         |
| 6        | Kimi Räikkönen    | Ferrari              | 1:18,829  | +0,570    | 16         |
| 7        | Romain Grosjean   | Haas-Ferrari         | 1:19,579  | +1,320    | 24         |
| 8        | Kevin Magnussen   | Haas-Ferrari         | 1:19,643  | +1,384    | 39         |
| 9        | Stoffel Vandoorne | McLaren-Renault      | 1:19,722  | +1,463    | 32         |
| 10       | Sergio Pérez      | Force India-Mercedes | 1:19,962  | +1,703    | 28         |
| 11       | Esteban Ocon      | Force India-Mercedes | 1:20,024  | +1,765    | 38         |
| 12       | Fernando Alonso   | McLaren-Renault      | 1:20,035  | +1,776    | 35         |
| 13       | Nico Hülkenberg   | Renault              | 1:20,183  | +1,924    | 43         |
| 14       | Pierre Gasly      | Toro Rosso-Honda     | 1:20,373  | +2,114    | 32         |
| 15       | Marcus Ericsson   | Sauber-Ferrari       | 1:20,501  | +2,242    | 37         |
| 16       | Charles Leclerc   | Sauber-Ferrari       | 1:20,514  | +2,255    | 29         |
| 17       | Carlos Sainz Jr.  | Renault              | 1:20,672  | +2,413    | 31         |
| 18       | Brendon Hartley   | Toro Rosso-Honda     | 1:21,265  | +3,006    | 34         |
| 19       | Lance Stroll      | Williams-Mercedes    | 1:21,556  | +3,297    | 35         |
| 20       | Szergej Szirotkin | Williams-Mercedes    | 1:22,060  | +3,801    | 36         |

### Harmadik szabadedzés
A spanyol nagydíj harmadik szabadedzését május 12-én, szombaton délelőtt tartották.
| helyezés | versenyző         | csapat/motor         | elért idő | különbség | futott kör |
| -------- | ----------------- | -------------------- | --------- | --------- | ---------- |
| 1        | Lewis Hamilton    | Mercedes             | 1:17,281  | −         | 15         |
| 2        | Valtteri Bottas   | Mercedes             | 1:17,294  | +0,013    | 19         |
| 3        | Sebastian Vettel  | Ferrari              | 1:17,550  | +0,269    | 16         |
| 4        | Kimi Räikkönen    | Ferrari              | 1:17,581  | +0,300    | 17         |
| 5        | Daniel Ricciardo  | Red Bull-TAG Heuer   | 1:17,981  | +0,700    | 16         |
| 6        | Kevin Magnussen   | Haas-Ferrari         | 1:18,357  | +1,076    | 15         |
| 7        | Romain Grosjean   | Haas-Ferrari         | 1:18,706  | +1,425    | 16         |
| 8        | Carlos Sainz Jr.  | Renault              | 1:18,783  | +1,502    | 16         |
| 9        | Fernando Alonso   | McLaren-Renault      | 1:18,847  | +1,566    | 14         |
| 10       | Pierre Gasly      | Toro Rosso-Honda     | 1:18,886  | +1,605    | 17         |
| 11       | Nico Hülkenberg   | Renault              | 1:18,905  | +1,624    | 16         |
| 12       | Max Verstappen    | Red Bull-TAG Heuer   | 1:19,013  | +1,732    | 5          |
| 13       | Esteban Ocon      | Force India-Mercedes | 1:19,121  | +1,840    | 20         |
| 14       | Stoffel Vandoorne | McLaren-Renault      | 1:19,236  | +1,955    | 17         |
| 15       | Charles Leclerc   | Sauber-Ferrari       | 1:19,292  | +2,011    | 19         |
| 16       | Sergio Pérez      | Force India-Mercedes | 1:19,376  | +2,095    | 17         |
| 17       | Brendon Hartley   | Toro Rosso-Honda     | 1:19,428  | +2,147    | 23         |
| 18       | Marcus Ericsson   | Sauber-Ferrari       | 1:19,744  | +2,463    | 17         |
| 19       | Lance Stroll      | Williams-Mercedes    | 1:19,900  | +2,619    | 15         |
| 20       | Szergej Szirotkin | Williams-Mercedes    | 1:19,909  | +2,628    | 13         |

## Időmérő edzés
A spanyol nagydíj időmérő edzését május 12-én, szombaton futották.
| helyezés              | rajtszám | versenyző         | csapat/motor         | 1. rész    | 2. rész  | 3. rész  | rajthely | futott kör |
| --------------------- | -------- | ----------------- | -------------------- | ---------- | -------- | -------- | -------- | ---------- |
| 1                     | 44       | Lewis Hamilton    | Mercedes             | 1:17,633   | 1:17,166 | 1:16,173 | 1        | 17         |
| 2                     | 77       | Valtteri Bottas   | Mercedes             | 1:17,674   | 1:17,111 | 1:16,213 | 2        | 14         |
| 3                     | 5        | Sebastian Vettel  | Ferrari              | 1:17,031   | 1:16,802 | 1:16,305 | 3        | 16         |
| 4                     | 7        | Kimi Räikkönen    | Ferrari              | 1:17,483   | 1:17,071 | 1:16,612 | 4        | 15         |
| 5                     | 33       | Max Verstappen    | Red Bull-TAG Heuer   | 1:17,411   | 1:17,266 | 1:16,816 | 5        | 15         |
| 6                     | 3        | Daniel Ricciardo  | Red Bull-TAG Heuer   | 1:17,623   | 1:17,638 | 1:16,818 | 6        | 19         |
| 7                     | 20       | Kevin Magnussen   | Haas-Ferrari         | 1:18,169   | 1:17,618 | 1:17,676 | 7        | 27         |
| 8                     | 14       | Fernando Alonso   | McLaren-Renault      | 1:18,276   | 1:18,100 | 1:17,721 | 8        | 21         |
| 9                     | 55       | Carlos Sainz Jr.  | Renault              | 1:18,480   | 1:17,803 | 1:17,790 | 9        | 19         |
| 10                    | 8        | Romain Grosjean   | Haas-Ferrari         | 1:18,305   | 1:17,699 | 1:17,835 | 10       | 26         |
| 11                    | 2        | Stoffel Vandoorne | McLaren-Renault      | 1:18,885   | 1:18,323 |          | 11       | 18         |
| 12                    | 10       | Pierre Gasly      | Toro Rosso-Honda     | 1:18,550   | 1:18,463 |          | 12       | 16         |
| 13                    | 31       | Esteban Ocon      | Force India-Mercedes | 1:18,813   | 1:18,696 |          | 13       | 18         |
| 14                    | 16       | Charles Leclerc   | Sauber-Ferrari       | 1:18,661   | 1:18,910 |          | 14       | 15         |
| 15                    | 11       | Sergio Pérez      | Force India-Mercedes | 1:18,740   | 1:19,098 |          | 15       | 18         |
| 16                    | 27       | Nico Hülkenberg   | Renault              | 1:18,923   |          |          | 16       | 6          |
| 17                    | 9        | Marcus Ericsson   | Sauber-Ferrari       | 1:19,493   |          |          | 17       | 9          |
| 18                    | 35       | Szergej Szirotkin | Williams-Mercedes    | 1:19,695   |          |          | 19[1]    | 10         |
| 19                    | 18       | Lance Stroll      | Williams-Mercedes    | 1:20,225   |          |          | 18       | 9          |
| 107%-os idő: 1:22,423 |          |                   |                      |            |          |          |          |            |
| NK                    | 28       | Brendon Hartley   | Toro Rosso-Honda     | idő nélkül |          |          | 20[2]    | 0          |

Megjegyzés:
- ↑ 1:  — Szergej Szirotkin az előző, azeri nagydíjról 3 rajthelyes büntetést hozott magával, miután balesetet okozott a verseny elején.[4]
- ↑ 2:  — Brendon Hartley összetörte az autóját a harmadik szabadedzés végén, amelyet újjá kellett építeni, így nem tudott részt venni az időmérő edzésen, de megkapta a rajtengedélyt.[5]

## Futam
A spanyol nagydíj futama május 13-án, vasárnap rajtolt.
| helyezés | rajtszám | versenyző         | csapat/motor         | futott kör | idő/kiesés oka | rajthely | abroncs | pont |
| -------- | -------- | ----------------- | -------------------- | ---------- | -------------- | -------- | ------- | ---- |
| 1        | 44       | Lewis Hamilton    | Mercedes             | 66         | 1:35:29,972    | 1        |         | 25   |
| 2        | 77       | Valtteri Bottas   | Mercedes             | 66         | +20,593        | 2        |         | 18   |
| 3        | 33       | Max Verstappen    | Red Bull-TAG Heuer   | 66         | +26,873        | 5        |         | 15   |
| 4        | 5        | Sebastian Vettel  | Ferrari              | 66         | +27,584        | 3        |         | 12   |
| 5        | 3        | Daniel Ricciardo  | Red Bull-TAG Heuer   | 66         | +50,058        | 6        |         | 10   |
| 6        | 20       | Kevin Magnussen   | Haas-Ferrari         | 65         | +1 kör         | 7        |         | 8    |
| 7        | 55       | Carlos Sainz Jr.  | Renault              | 65         | +1 kör         | 9        |         | 6    |
| 8        | 14       | Fernando Alonso   | McLaren-Renault      | 65         | +1 kör         | 8        |         | 4    |
| 9        | 11       | Sergio Pérez      | Force India-Mercedes | 64         | +2 kör         | 15       |         | 2    |
| 10       | 16       | Charles Leclerc   | Sauber-Ferrari       | 64         | +2 kör         | 14       |         | 1    |
| 11       | 18       | Lance Stroll      | Williams-Mercedes    | 64         | +2 kör         | 18       |         |      |
| 12       | 28       | Brendon Hartley   | Toro Rosso-Honda     | 64         | +2 kör         | 20       |         |      |
| 13       | 9        | Marcus Ericsson   | Sauber-Ferrari       | 64         | +2 kör         | 17       |         |      |
| 14       | 35       | Szergej Szirotkin | Williams-Mercedes    | 63         | +3 kör         | 19       |         |      |
| ki       | 2        | Stoffel Vandoorne | McLaren-Renault      | 45         | erőforrás      | 11       |         |      |
| ki       | 31       | Esteban Ocon      | Force India-Mercedes | 38         | sebességváltó  | 13       |         |      |
| ki       | 7        | Kimi Räikkönen    | Ferrari              | 25         | erőforrás      | 4        |         |      |
| ki       | 8        | Romain Grosjean   | Haas-Ferrari         | 0          | baleset        | 10       |         |      |
| ki       | 10       | Pierre Gasly      | Toro Rosso-Honda     | 0          | baleset        | 12       |         |      |
| ki       | 27       | Nico Hülkenberg   | Renault              | 0          | baleset        | 16       |         |      |

## A világbajnokság állása a verseny után
| H   | Versenyzők       | Pont | H   | Konstruktőrök        | Pont |
| --- | ---------------- | ---- | --- | -------------------- | ---- |
| 1.  | Lewis Hamilton   | 95   | 1.  | Mercedes             | 153  |
| 2.  | Sebastian Vettel | 78   | 2.  | Ferrari              | 126  |
| 3.  | Valtteri Bottas  | 58   | 3.  | Red Bull-TAG Heuer   | 80   |
| 4.  | Kimi Räikkönen   | 48   | 4.  | Renault              | 41   |
| 5.  | Daniel Ricciardo | 47   | 5.  | McLaren-Renault      | 40   |
| 6.  | Max Verstappen   | 33   | 6.  | Haas-Ferrari         | 19   |
| 7.  | Fernando Alonso  | 32   | 7.  | Force India-Mercedes | 18   |
| 8.  | Nico Hülkenberg  | 22   | 8.  | Toro Rosso-Honda     | 13   |
| 9.  | Kevin Magnussen  | 19   | 9.  | Sauber-Ferrari       | 11   |
| 10. | Carlos Sainz Jr. | 19   | 10. | Williams-Mercedes    | 4    |

(A teljes táblázat)

## Statisztikák
- Vezető helyen:
  - Lewis Hamilton: 58 kör (1-25 és 34-66)
  - Max Verstappen: 8 kör (26-33)
- Lewis Hamilton 74. pole-pozíciója és 64. futamgyőzelme.
- Daniel Ricciardo 12. versenyben futott leggyorsabb köre.
- A Mercedes 78. futamgyőzelme.
- Lewis Hamilton 121., Valtteri Bottas 25., Max Verstappen 12. dobogós helyezése.